# Interocoris
Interocoris is een geslacht van wantsen uit de familie van de Naucoridae (Zwemwantsen). Het geslacht werd voor het eerst wetenschappelijk beschreven door La Rivers in 1974.

## Soorten
Het genus bevat de volgende soorten:

- Interocoris mexicanus (Usinger, 1935)